# Syntemna oulankaensis
Syntemna oulankaensis är en tvåvingeart som beskrevs av Polevoi 2003. Syntemna oulankaensis ingår i släktet Syntemna och familjen svampmyggor.
Artens utbredningsområde är Finland. Enligt den finländska rödlistan är arten sårbar i Finland. Arten har ej påträffats i Sverige. Artens livsmiljö är naturmoskogar. Inga underarter finns listade i Catalogue of Life.